# NGC 6173
NGC 6173 ist eine 12,2 mag helle elliptische Galaxie mit aktivem Galaxienkern vom Hubble-Typ E3 im Sternbild Herkules. Sie ist schätzungsweise 400 Millionen Lichtjahre von der Milchstraße entfernt und hat einen Durchmesser von etwa 225.000 Lj.
Das Objekt wurde am 18. März 1787 von Wilhelm Herschel mit einem 18,7-Zoll-Spiegelteleskop entdeckt, der sie dabei mit „vF, vS“ beschrieb.